# Bronislav Malý
Bronislav Malý (20. února 1933 Praha – 2009) byl český tvůrce písma, typograf a pedagog.

## Život
Gymnázium nedokončil, vyučil se ocelorytcem. Do roku 1952 pracoval v továrně na zlaté a stříbrné zboží. V roce 1955 byl přijat na VŠUP v Praze do Speciálního ateliéru užité grafiky ke knižní úpravě a plakátu vedeného Františkem Muzikou, kde v roce 1961 absolvoval návrhem písma Cantoria.

## Dílo

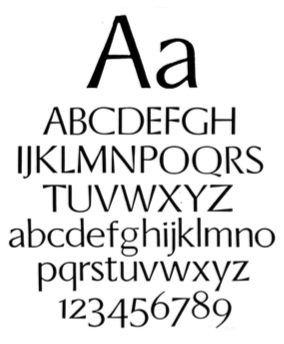
Písmo Cantoria (1961)

V roce 1966 navrhl písmo Campana. V oblasti knižních úprav pracoval zejména pro Artii a Státní pedagogické nakladatelství (např. Šťastný princ Oskara Wilda či Česká barokní kresba Pavla Preisse vydaná v mnoha jazykových mutacích). Věnoval se též tvorbě exlibris a novoročenek, realizoval diplomy pro Akademii věd a jiné instituce, faksimilia historických listin pro muzea, Státní ústřední archiv, francouzské Národní shromáždění a zvláště pro náš Parlament. Po provedení akcentáží písem pro firmu Transotype (1975) získal profesuru na SPŠG v Praze, kde následně působil deset let. V 90. letech externě přednášel nauku o písmu na Institutu výtvarné kultury UJEP v Ústí nad Labem a poté na FHS Univerzity Karlovy v Praze.